# Badminton 1934
Höhepunkte des Badmintonjahres 1934 waren die All England, die Irish Open und die Scottish Open.
==Internationale Veranstaltungen ==
| Veranstaltung | Herreneinzel        | Dameneinzel      | Herrendoppel                       | Damendoppel                         | Mixed                         |
| ------------- | ------------------- | ---------------- | ---------------------------------- | ----------------------------------- | ----------------------------- |
| All England   | Ralph Nichols       | Leoni Kingsbury  | Donald C. Hume Raymond M. White    | Marjorie Henderson Thelma Kingsbury | Donald C. Hume Betty Uber     |
| Irish Open    | Raymond M. White    | Thelma Kingsbury | Ian Maconachie Willoughby Hamilton | Marian Horsley Betty Uber           | Donald C. Hume Betty Uber     |
| Scottish Open | Willoughby Hamilton | Mavis Hamilton   | Willoughby Hamilton Ian Maconachie | Marian Horsley Brenda Speaight      | Ian Maconachie Marian Horsley |